# Kulturno-povijesna cjelina poluotoka Sustipana s crkvom sv. Stjepana
Kulturno-povijesna cjelina poluotoka Sustipana s crkvom sv. Stjepana u Splitu, Hrvatska, na poluotoku Sustipanu.

## Opis
Cjelina istaknutih ambijentalnih, kulturno-povijesnih i memorijalnih vrijednosti s ostacima gradskog groblja i benediktinskog samostana i crkve sv. Stjepana “pod borovima” po kojoj je dobio ime. Prezentirani arheološki ostaci pripadaju ranokršćanskoj trobrodnoj bazilici s polukružnom apsidom, koja je pregrađena u 11.st. kada se uz nju razvio nekoć znameniti benediktinski samostan. Današnja crkva sv. Stjepana izgrađena je 1814., a u njezine su vanjske zidove uzidani ranoromanički i gotički ulomci iz starije crkve. Godine 1826. na Sustjepanu je uređeno prvo gradsko groblje izvan gradskih zidina, koje je 1958. preneseno na Lovrinac. U središtu današnjeg parka s uređenim stazicama, okruženim borovima i čempresima je klasicistički glorijet iz 1851., autora Vicka Andrića.

## Zaštita
Pod oznakom Z-5524 zavedena je kao nepokretno kulturno dobro - kulturno-povijesna cjelina, pravna statusa zaštićena kulturnog dobra, klasificiranog kao urbana cjelina.